# Chaflanado

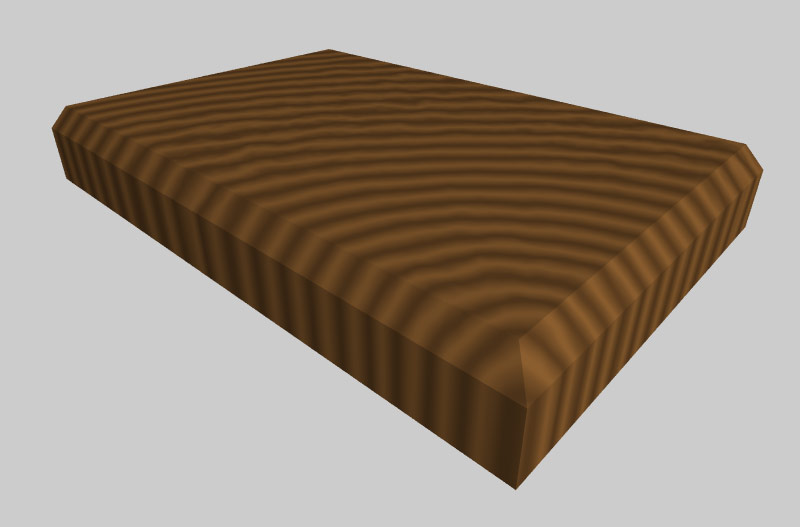
Aristas de poliedro de madera chaflanadas.

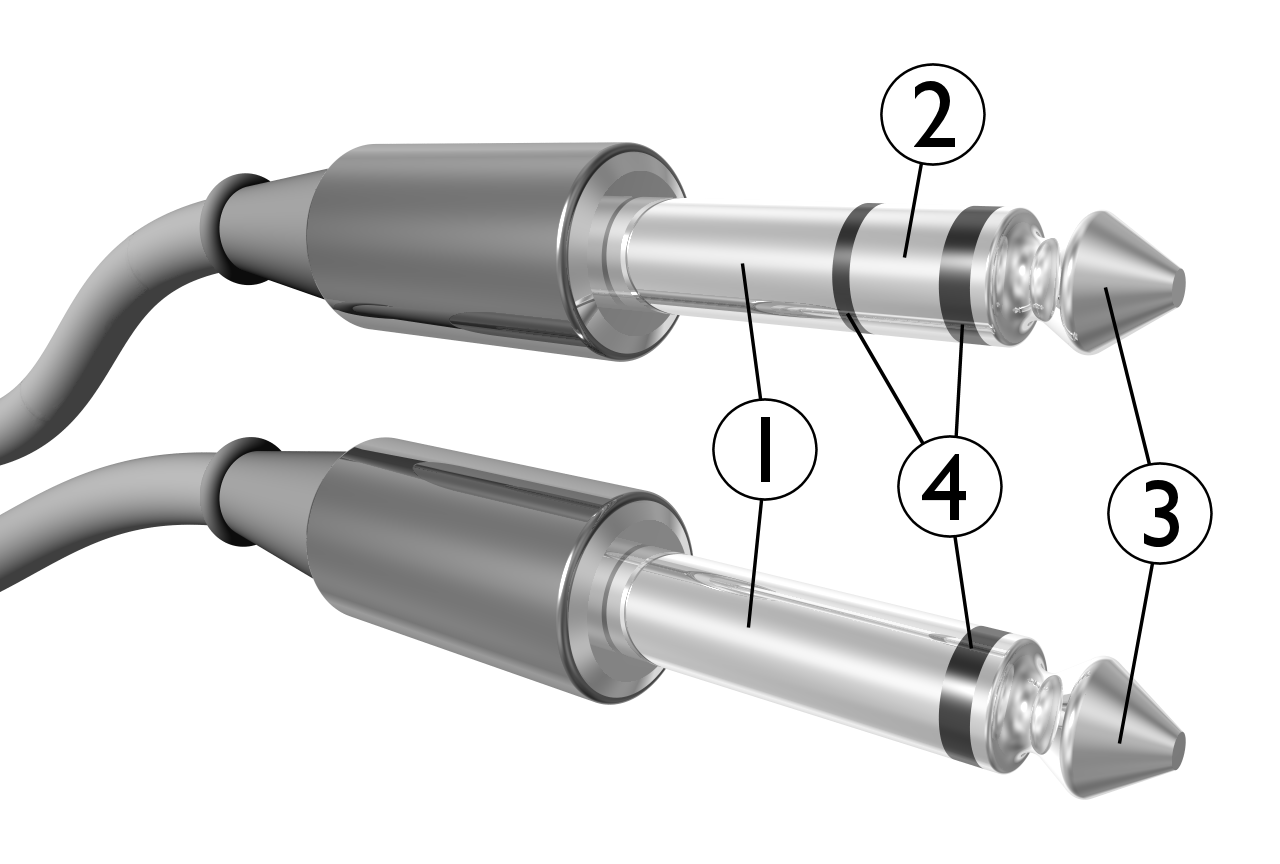
Conectores Jack con chaflán en el extremo.

Pasador elástico ranurado con chaflán para facilitar el montaje.

El chaflanado o achaflanado es una operación mediante la cual se hace un chaflán, esto es, un corte o rebaje en una arista de un cuerpo sólido. Tales chaflanes pueden ser realizados en los cantos exteriores, por ejemplo en los extremos de un eje; o en aristas interiores, como las entradas de agujeros.
Si se realiza un chaflán en la intersección de dos planos se obtiene una nueva cara plana y dos aristas rectilíneas menos agudas que la inicial. En cambio, si se realiza en el extremo de un cilindro, es decir, en la intersección de la cara lateral del cilindro con la base, lo que se obtiene es una cara cónica y dos aristas circulares.

## Aplicaciones
La realización de chaflanes en piezas tiene diversos propósitos, dependiendo del destino del producto y/o proyecto a realizar. Por ejemplo:
- Facilitan la entrada de ejes en agujeros, haciendo más sencillo el montaje, tanto si el ajuste es prensado como si hay holgura. Así, facilitan el engranaje de ruedas dentadas en cajas de velocidades y el montaje de elementos roscados o de rodamientos.
- Se utilizan en la preparación de algunas uniones soldadas para aumentar la penetración del cordón de soldadura. Hay varios tipos de chaflanes que se realizan en los bordes de las piezas, dependiendo del diseño de la soldadura.[3]
- A la vez que se realiza el chaflán se eliminan posibles rebabas resultantes de un corte previo o del proceso de moldeo.
- Mejoran la estética de las piezas.
- Reducen los riesgos de cortes al manipular las piezas.[4]
- Permiten ocultar cabezas de tornillos de cabeza avellanada.

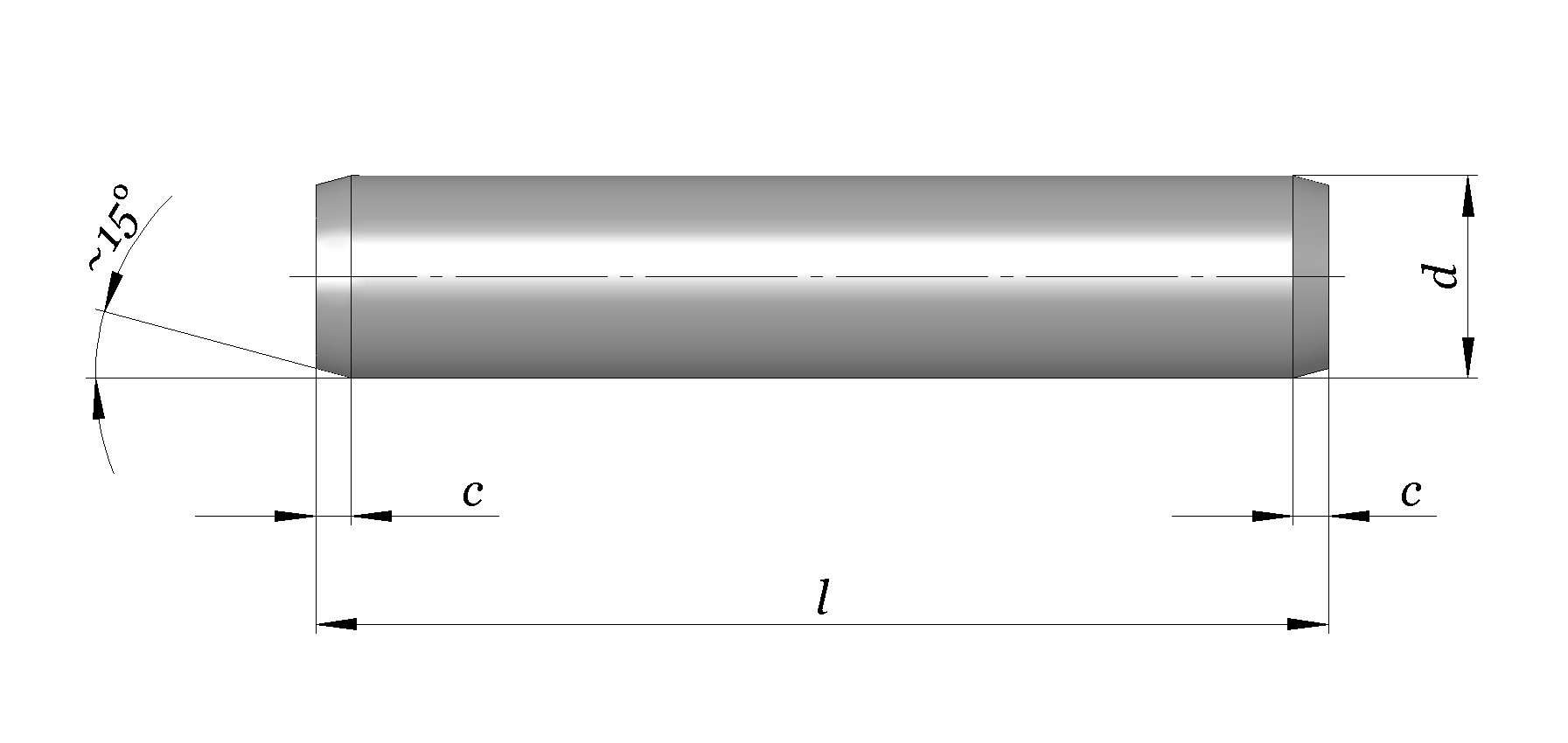
Plano de un eje con las cotas del chaflán

Representación esquemática (izquierda) y simbólica (derecha) de una soldadura a tope con preparación de bordes en V.

## Acotación
Para dimensionar un chaflán en un plano se acota el ángulo de la cara inclinada y uno de los catetos. En piezas de revolución se acota la longitud del cateto paralelo al eje de simetría y, para la inclinación, se acota, o bien el ángulo entre una generatriz del cono del chaflán y el eje, o bien el ángulo entre dos generatrices opuestas. 
Para chaflanes a 45° se emplea una notación simplificada en la cota del cateto, por ejemplo «2x45º», lo cual permite prescindir de las líneas de cota y auxiliares para el ángulo.
Para la representación de uniones soldadas cuyos bordes han sido previamente achaflanados, se utilizan representaciones simbólicas o se utilizan vistas amplíadas para acotar el detalle.